# Epické divadlo

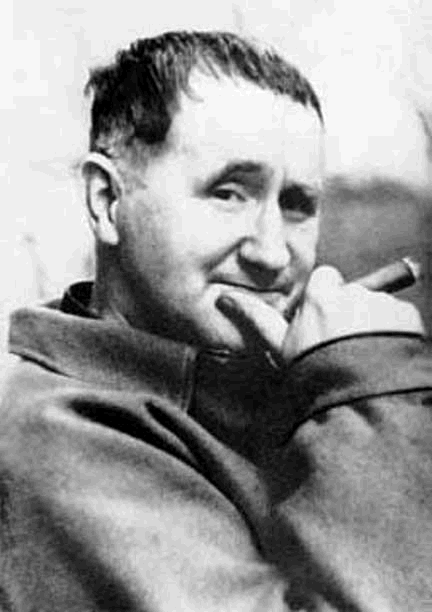
Bertolt Brecht byl významným představitelem epického divadla

Epické divadlo (německy episches Theater) je divadelní žánr, který se začal prosazovat v první polovině 20. století.

Epické divadlo dává přednost příběhu, jenž je často přerušován komentováním vypravěče, ale i jednotlivých postav. Divák si musí uvědomit, že divadlo nezobrazuje realitu, a vlastní život konfrontovat s divadelní iluzí. Scéna se často mění a přestavuje před jeho očima. Nejvýraznějším představitelem byl německý dramatik, režisér a divadelní teoretik Bertolt Brecht (Třígrošová opera, Matka Kuráž a její děti). Přestože prvky epického divadla existovaly již delší dobu, byl to právě on, kdo je sjednotil, rozvinul a zpopularizoval. Mezi další propagátory patřil např. Vladimir Vladimirovič Dolanskij.